# Белорусский менталитет
Белорусский менталитет — приписываемый белорусам своеобразный тип мышления, отражающий представления о мире в целом, о природном и социальном окружении, о самих себе и представителях других групп. Включает осознанные и неосознанные представления, установки и стереотипы, социальное поведение.
Идеи врождённой культуры, национального характера и т. п. в рамках современной социологии полностью дискредитированы или являются устаревшими.

## История развития и формирования
Глубинные истоки белорусского менталитета и его основополагающие черты начали формироваться ещё в древности. До принятия христианства жители территории современной Белоруссии придерживались языческих верований, поклонялись разным богам, воздавали почести природным стихиям, небесным светилам, а также священным деревьям, камням, холмам. Ментальность населения той эпохи определялась обожествлением земли, одухотворением всей природы (пантеизм), убеждённостью в реальном существовании души, злых и добрых духов (анимизм), вербальной магии (вера в чудотворную силу особых слов и выражений), ощущение неразрывного единства между человеком и всем окружающим пространством.
Даже после прихода христианства ментальность во многом оставалась языческой. Это было обусловлено, прежде всего, тем, что новая вера распространялась медленно. Как писала культуролог Татьяна Боярчук, на длительное сохранение остатков язычества в немалой степени оказало влияние и то, что большинство населения до XX века было крестьянским. Всё же в миропонимании населения произошли изменения, вызванные сплетением старой и новой вер. Постепенно укоренился монотеизм и христианский гуманизм.
В эпоху формирования Великого княжества Литовского у населения проявляется стремление к государственно-политическому единству. В этот период этническая самоидентификация выражалась этнонимами «русины», связанным с временами Киевской Руси и обозначавшим православное население, и «литвины», под которым понимались все жители государства вне зависимости от конфессии и этнического происхождения. В эпоху Великого княжества Литовского развивался язык, письменность, философская мысль, создавались документы, характеризующие высокий уровень политической и правовой ментальности. У населения возникает представление о Большой (имеется в виду Княжество) и Малой (локальная территория проживания) родине. Складывается этническая территория будущего белорусского народа. Считается, что именно тогда население современной Белоруссии стало представлять собой единую народность.
Период вхождения белорусских земель в состав Речи Посполитой ознаменовался политикой полонизации и окатоличивания, общественной дезинтеграцией. В данную эпоху этническое самосознание населения было представлено следующими компонентами: территорией проживания, имевшей название «Белая Русь»; этнонимом «белорусцы», дополняемым политонимом «литвины»; униатской церковью, объединившей к концу XVIII века порядка 80 % жителей. С включением в состав Российской империи польское влияние заменяется русским, начинается русификация. Тем не менее был запущен процесс национальной модернизации. В литературе активизировалось употребление белорусского языка, который до этого сохранялся лишь в устной речи. Именно при российской власти за населением края окончательно закрепился этноним «белорусы».
При советской власти в 1920-х годах проводилась политика белорусизации. Она способствовала широкому развитию национальной культуры, что проявлялось в создании школ, техникумов, вузов на белорусском языке обучения, деятельности культурно-просветительных учреждений, развитии белорусской литературы, издании на белорусском языке книг, газет, журналов и т.д.; а также в выдвижении белорусов на партийную, советскую и профсоюзную работу. В это время запущен процесс национального возрождения, выявилось стремление отдельных представителей белорусского этноса заявить о белорусах как самостоятельной, уникальной, самобытной нации, способной создать собственную государственность.
Последующие события, связанные с репрессиями, войной, миграцией, урбанизацией, недоработкой государственных учреждений, привели к нарушению передачи этнокультурной информации молодому поколению. Коренные изменения в национальном самосознании белорусов произошли во второй половине 80-х годов, когда в Советском Союзе была начата «перестройка». В обществе назрел запрос на преодоление отставания национально-культурного развития коренного этноса и возрождение языка и культуры.

## Культурологическая характеристика
Боярчук среди ключевых традиционных черт белорусов выделила гуманность, толерантность и «памяркоўнасць», то есть «умеренность». Под толерантностью (социолог Виктор Кириенко считал её определяющей чертой) понимается терпимость по отношению к иным, не своим взглядам, позициям, образцам культуры, «глубинное достижение возможности и даже необходимости дружественного сосуществования» с представителями иных групп. Данная черта имеет конкретные исторические корни, так как белорусы долгое время жили в составе многонациональных и многоконфессиональных государств. Выделяют также терпеливость, выносливость и неагрессивность (в то же время это может толковаться как покорность, смирение, равнодушие). Тем не менее в определённых ситуациях, как считала культуролог, ссылаясь на опыт Великой Отечественной войны, они способны к проявлению храбрости и решительности. Кроме того, она добавила ещё трудолюбие, рассудительность, сдержанность, скромность, высокий уровень образованности, широкий культурный кругозор. Кириенко писал, что ментальный автопортрет современных белорусов определяется в первую очередь социально-духовными и патриархально-традиционными, коллективистскими характеристиками, в меньшей степени — рационально-деятельными, индивидуалистическими ментальными.
Особую специфику менталитета придало культурное пограничье между Западом и Востоком. Данное обстоятельство дало благоприятные возможности для самостоятельности нации. В то же время оно ставит перед необходимостью осуществлять выбор между Западом и Востоком и постоянно искать свой собственный путь развития. По мнению Кириенко, менталитет белорусов является родственным как восточнославянским — русскому и украинскому, так и западнославянскому польскому, но вместе с тем является самостоятельным, обладающим собственной самобытной культурой. Этим объясняется и многовекторность внешней политики Белоруссии.
По мнению Боярчук, белорусам свойственна привязанность к своей земле-кормилице, родному краю, стремление приспособить работу и отдых к определенным природно-сезонным циклам, порам года (т. н. «календарный тип менталитета»). Исследовательница сослалась на народный календарь, богатый праздниками, и соответствующие песни, танцы, обряды, приметы и поверья.
Российский культуролог Эмир Тужба писал, что нахождение под влиянием советской культуры со свойственными ей чертами (коллективизм; эгалитаризм; аскетизм; отрицание материальных ценностей и благ; интернационализм; жертвенность) отвечало ментальным ценностям белорусов. Особое значение приобрела роль лидера (в советский период — Петра Машерова, в постсоветский — Александра Лукашенко).
Огромное влияние также оказали естественные факторы: климат, рельеф, флора и фауна. Суровые погодные условия, такие как продолжительные и холодные зимы, короткое лето, обилие осадков, сильные ветры и общая незащищённость людей, вызывали у населения страх и преклонение перед силами природы. Неблагоприятный климат заставлял жителей объединяться для совместного ведения хозяйства и защиты. Обилие рек, болот, низменностей, пологих равнин располагало к появлению созерцательного восприятия жизни. С рельефом местности Боярчук связывала такие национальные черты, как мягкосердечие, толерантность, доброта, отсутствие склонности к принятию быстрых, молниеносных решений. Со слов Кириенко, это вылилось в основательность, расчётливость, осторожность и конкретность мышления; в исторические традиции, сформировавшие у населения эмоциональную потребность в коллективном осуществлении труда и отрицании индивидуалистических настроений; в доминирование в трудовом поведении фактора обстоятельств, нежели рационализма и практицизма; в преобладание подозрительного отношения к богатству.
На сегодняшний день ведутся споры вокруг того, участвовали ли все пласты населения в формировании белорусского самосознания, либо же национальная ментальность сформировалась исключительно в крестьянской среде.

## Социология и психология
Согласно опросу Института социологии НАН Беларуси, проведённого в июле 2017 года среди 2094 человек, граждане Белоруссии в большей степени приписали себе такие качества, как трудолюбие, дружелюбие, скромность, отзывчивость, толерантность, искренность. В меньшей степени выражено мнение о свойственности белорусам таких качеств, как прогрессивность, предприимчивость, креативность, инициативность.
Данные исследования Сергея Шавеля и Людмилы Галич показали, что общественное мнение Белоруссии отличается большей напряжённостью и экспрессивностью. Данное обстоятельство приводит к преувеличеню рисков и опасностей некоторых проблем. По мнению исследователей, небольшие масштабы и численность населения страны повышают плотность связи, социально-психологическую эмпатию, а вместе с тем и восприятие вероятности превращения эвентуальной (абстрактной) возможности в реальную.
Согласно исследованию психологов Марии Одинцовой и Елены Семёновой, белорусы склонны в стрессовых ситуациях обращаться к копинг стрессовой поведенческой стратегии избегания, отвлекаясь от проблем. Они мало замыкаются на своей боли и не так остро испытывают психологическое напряжение. Эмоциональное реагирование на стрессы у белорусских женщин намного выше, чем у белорусских мужчин. Женщины склонны к фаталистичности, отличаются низкой адаптивностью, низкой настойчивостью.